# Apostolska nunciatura v Maliju
Apostolska nunciatura v Maliju je diplomatsko prestavništvo (veleposlaništvo) Svetega sedeža v Maliju.
Trenutni apostolski nuncij je Jean-Sylvain Emien Mambé.

## Seznam apostolskih nuncijev
- Giovanni Mariani (17. oktober 1973 - 11. januar 1975)
- Luigi Barbarito (5. april 1975 - 10. junij 1978)
- Luigi Dossena (24. oktober 1978 - 30. december 1985)
- Pablo Puente Buces (12. maj 1986 - 31. julij 1989)
- Antonio Maria Vegliò (21. oktober 1989 - 2. oktober 1997)
- Jean-Paul Aimé Gobel (6. december 1997 - 31. oktober 2001)
- Giuseppe Pinto (5. februar 2002 - 6. december 2007)
- Martin Krebs (8. september 2008 - 8. maj 2013)
- Santo Rocco Gangemi (5. februar 2014 - 25. maj 2018)
- Tymon Tytus Chmielecki (26. marec 2019 - 2. februar 2022)
- Jean-Sylvain Emien Mambé (2. februar 2022 - danes)